# Publi de Malta
Publi de Malta (Malta, s. I - 112 o Atenes, 125) va ser un deixeble de Pau de Tars, cap dels cristians de Malta. És venerat com a sant a tota la cristiandat.

## Biografia
Publi va hostatjar sant Pau quan aquest va naufragar a l'illa de Malta, com diuen els Fets dels apòstols (cap. 28, 7-8). Després, Pau va guarir el pare de Publi de la disenteria i les febres.
Publi fou el primer cap de la comunitat cristiana maltesa, i el seu primer bisbe. Fou martiritzat cap al 112, durant les persecucions de Trajà.
Segons altres versions, anà a Atenes, on fou bisbe i hi morí màrtir en 125.

## Veneració
Venerat com a sant a tota la cristiandat, com altres personatges bíblics, és un dels patrons de Malta. La festa litúrgica és el 21 de gener.